# Hübja
Hübja est un village de la commune de Saaremaa (jusqu'en octobre 2017 commune de Lääne-Saare) du comté de Saare en Estonie.